# Essam Abd el-Fatah
Essam Abd el-Fatah (arabisch عصام عبد الفتاح, DMG ʿAṣṣām ʿAbd al-Fatāḥ; * 30. Dezember 1965 in Kairo) ist ein ehemaliger ägyptischer Flugzeugpilot und ehemaliger Fußballschiedsrichter.
Fatah war ab 2001 FIFA-Schiedsrichter und leitete sein erstes Länderspiel 2003, als Marokko auf Sierra Leone traf. Er wurde 2004 bei den Olympischen Spielen in Athen, beim Africa Cup of Nations und beim Egypt Cup eingesetzt. 2005 pfiff er bei der FIFA World Youth Championship in den Niederlanden und 2006 beim Africa Cup of Nations in Ägypten.
Bei der Fußball-Weltmeisterschaft 2006 in Deutschland leitete Fatah das Spiel Australien gegen Japan und wurde wegen einer krassen Fehlentscheidung zuungunsten von Australien stark kritisiert. Seitdem wurde er nicht mehr bei WM-Spielen eingesetzt, allerdings bei Spielen des Africa Cup of Nations.